# TKIP
TKIP (acrònim anglès de Protocol d'Integritat per Clau Temporal) és un protocol de comunicació utilitzat per a la protecció i l'autenticació de dades trameses en una xarxa Wi-Fi. Destinat a remplaçar el protocol WEP, que tenia diverses febleses, TKIP s'especifica dins la norma IEEE 802.11i.

## Detalls tècnics
- TKIP implementa 3 mesures de seguretat per a adreçar els problemes trobats al protocol WEP:[2]
  - Vector d'inicialització, que és un número de seqüència dels paquets.
  - Codi d'integritat de missatges (MIC[3]), que serveix per a assegurar que el missatge no ha estat modificat.
  - Implementa MIC de 64 bits.